# Запрудница
Запрудница — река в России, протекает по территории Бабушкинского района Вологодской области. Устье реки находится в 70 км по правому берегу реки Вотча. Длина реки составляет 10 км.
Исток находится в болотах в 45 км к востоку от Села имени Бабушкина (районного центра). Запрудница течёт на юг по лесистой, заболоченной и ненаселённой местности.

## Данные водного реестра
По данным государственного водного реестра России относится к Двинско-Печорскому бассейновому округу, водохозяйственный участок реки — Северная Двина от начала реки до впадения реки Вычегда, без рек Юг и Сухона (от истока до Кубенского гидроузла), речной подбассейн реки — Сухона. Речной бассейн реки — Северная Двина.
Код объекта в государственном водном реестре — 03020100312103000008411.